# شوفالريه (مترو باريس)
شوفالريه (بالفرنسية: Chevaleret)‏ هي محطة مترو تابعة لمترو باريس تقع في فرنسا في الدائرة الثالثة عشرة في باريس.[بحاجة لمصدر]